# Clethra parvifolia
Clethra parvifolia är en tvåhjärtbladig växtart som beskrevs av Cyrus Longworth Lundell. Clethra parvifolia ingår i släktet Clethra och familjen Clethraceae. Inga underarter finns listade i Catalogue of Life.